# Xystrocera globosa
Xystrocera globosa là một loài bọ cánh cứng trong họ Cerambycidae.